# الأكاديمية الأوروبية لعلم نفس الصحة المهنية
الأكاديمية الأوروبية لعلم نفس الصحة المهنية (European Academy of Occupational Health Psychology (EA-OHP)) هي منظمة لكامل قارة أوروبا تأسست عام 1999. إنها المنظمة الأولى من نوعها في العالم المكرسة لعلم نفس الصحة المهنية. من أجل الحصول على عضوية في الأكاديمية، "يجب أن يمتلك المتقدمون 1) درجة في علم النفس أو موضوع وثيق الصلة و 2) مشاركة نشطة لمدة ثلاث سنوات على الأقل في علم نفس الصحة المهنية.
تتركز أنشطة الأكاديمية على البحث والممارسة والتعليم. تنظم الأكاديمية مؤتمرًا دوليًا كبيرًا حول علم نفس الصحة المهنية كل عامين. يرتبط الاكاديمية أيضًا في مجلة وورك آند ستريس. تنشر الأكاديمية مقالات إخبارية، علم نفس الصحة المهنية، ثلاث مرات في السنة لإبقاء الأعضاء على اطلاع دائم بالتطورات في هذا المجال. يدير الأكاديمية ورش عمل إقليمية لإفادة أعضائه وغيرهم من المهنيين. تنظم الأكاديمية أيضًا قائمة خدمة تعزز التواصل حول البحث والممارسة والتدريس الذي يؤثر على العمل والتوتر والصحة. بدءًا من اتفاقية في عام 2008، تنسق الأكاديمية مزايا الأعضاء والمؤتمرات الدولية مع جمعية علم نفس الصحة المهنية (SOHP)، وهي منظمة أمريكية.

## التطور التاريخي
عام 1997 كتب ممثلون من جامعة نوتنغهام وأقسام الطب المهني في مستشفيين دنماركيين، Skive Syghus و Herning Syghus، وثيقة تمكينية وضعت الأساس للجنة المنظمة، والغرض منها هو إنشاء منظمة أوروبية مخصصة لدعم «البحث والتدريس والممارسة» في OHP. ظهرت الأكاديمية عام 1999.
تعمل المنظمة من معهد العمل والصحة والمنظمات في جامعة نوتنغهام، تحت قيادة توم كوكس و «بدعم نشط من فريق عموم أوروبا من الأفراد والمؤسسات». طوّرت المنظمة مجموعات عمل في البحث والتدريس والممارسة.
كان النشاط الرائد للأكاديمية هو تنظيم المؤتمرات السنوية التي سهلت تبادل نتائج البحوث والمعلومات التعليمية والممارسة. ازداد الحضور في مؤتمرات الأكاديمية بشكل مطرد. بحلول عام 2006، أصبحت سلسلة مؤتمرات الأكاديمية الأوروبية لعلم نفس الصحة المهنية كل سنتين. عن طريق اتفاق تم التوصل إليه في عام 2008 مع نظرائهم الأمريكيين في جمعية علم نفس الصحة المهنية (SOHP)، تنسق الأكاديمية الآن سلسلة مؤتمراتها مع سلسلة مؤتمرات APA / NIOSH / SOHP للعمل والتوتر والصحة. حضر مؤتمر الأكاديمية الأول بشكل رئيسي الأكاديميون، لكن سلسلة المؤتمرات جذبت بشكل متزايد الممارسين وطلاب الدراسات العليا بالإضافة إلى ممارسي السلامة والصحة المهنية. في عام 2000، أصبحت مجلة Work &amp; Stress، التي أسسها توم كوكس في عام 1987،  مرتبطة بالأكاديمية. تشمل أنشطة النشر الأخرى نشر وقائع المؤتمر وسلسلة كتب. تم نشر تاريخ أكثر تفصيلاً لـ الأكاديمية في عام 2009.

## أنظر أيضا
- علم النفس الصناعي والتنظيمي
- علوم الصحة المهنية

## الروابط الخارجية
- الموقع الرسمي
- Society for Occupational Health Psychology